# 동공 반응

동공의 확장과 수축

동공 반응(pupillary response)은 시각신경 및 안구 운동 뇌신경을 통해 동공의 크기를 변화시키는 생리학적 반응이다.

자신의 홍채 근육을 자발적으로 제어하여 명령에 따라 동공을 확장하고 수축시킬 수 있는 성인 인간

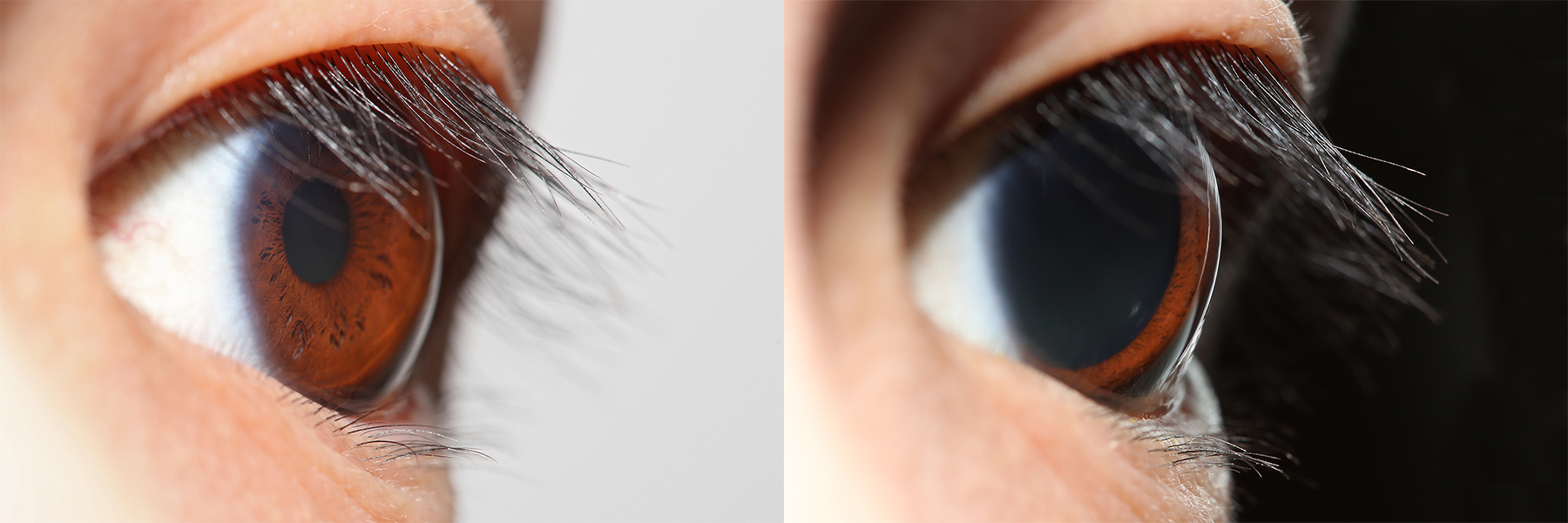
같은 눈의 동공이 수축된 모습(왼쪽)과 확장된 모습(오른쪽)

## 같이 보기
- 동공수축
- 동공확대
- 동공 빛 반사(pupillary light reflex)